# فلورة كهروكيميائية
الفلورة الكهروكيميائية (يرمز لها ECF من Electrochemical fluorination) هي طريقة أساسية في تحضير مركبات فلوروكربون العضوية، وهي تمثل تطبيقاً عملياً لمفهوم للاصطناع الكهربائي Electrosynthesis، ويمكن إجراء تلك العملية في العديد من الأوساط العضوية.
هناك أسلوبين متبعين في الفلورة الكهروكيميائية منتشرتين في الأوساط التجارية وهي:
- عملية سيمونز Simons Process
- عملية فيليبس النفطية Phillips Petroleum Process

تنبع أهمية استخدام أسلوب الفلورة الكهروكيميائية أنها طريقة آمنة، بخلاف أسلوب الفلورة المباشرة بغاز الفلور، وتلك عملية خطيرة.

## مثال
بتطبيق الجهد الكهربائي الأمثل تحل ذرات الفلور مكان ذرات الهيدروجين في حمض الكابريليك (حمض ن-الأوكتانويك) وكذلك في المنتجات الوسطية:
{\displaystyle \mathrm {C_{7}H_{15}COOH+16\ HF\rightarrow C_{7}F_{15}CO_{2}F\ +16\ H_{2}} }
{\displaystyle \mathrm {C_{8}H_{17}SO_{2}F\ \ +17\ HF\rightarrow C_{8}F_{17}SO_{2}F+17\ H_{2}} }

## اقرأ أيضاً
- فلورة
- كيمياء كهربائية
- عملية فاولر